# منطقه حفاظت شده یونگفراو-آلیتچ
منطقه حفاظت شده یونگفراو-آلیتچ (به‌طور رسمی یونگفراو-آلیتچ آلپ سوئیس) در جنوب غربی سوئیس بین کانتون‌های برن و والیس واقع شده‌است. این منطقه کوهستانی در شرقی‌ترین سمت کوه‌های آلپ برنی قرار دارد که شامل دیواره شمالی یونگفراو و ایگر و کوچکترین منطقه یخبندان در غرب اوراسیا است که یخچال آلیتچ را شامل می‌شود. منطقه حفاظت شده یونگفراو-آلیتچ اولین سایت میراث طبیعی جهانی در کوه‌های آلپ است که در سال ۲۰۰۱ ثبت شد.